# District d’Atbassar
Le  district d’Atbassar (en kazakh : Атбасар ауданы, en russe : Атбасарский район) est un district de l'oblys d'Aqmola au nord du Kazakhstan. Son centre administratif est la localité d’Atbassar.

## Démographie
Le recensement de 2010 montre une population de 52 190 habitants, en progression par rapport à celle de 1999 (50 981 habitants).
Ce même recensement révèle une composition de populations russe (38 %), kazakhe (34 %), ukrainienne (11 %), allemande (6 %), biélorusse (2 %), tatare (2 %), tchétchène (2 %) et ingouche (1 %). Les autres ethnies (Coréens, Polonais, Bachkirs, Polonais, Oudmourtes, Moldaves, Azéris, Arménierns et Maris) représentent individuellement moins de 1 % de l’ensemble.